# Соната для фортепіано № 9 (Бетховен)

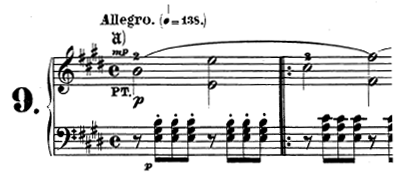
Початок Сонати №9 op. 14 nr 1

Соната для фортепіано №9, мі мажор, op.14 №1 Л. ван Бетховена. Написана в 1798 році. Перша з двох сонат op. 14, присвячених баронессі Жосефіні фон Браун.
Складається з 3-х частин:
1. Allegro (E-dur)
2. Allegretto (e-moll — C-dur)
3. Rondo. Allegro comodo (E-dur)